# غريب عسقلاني
غريب عسقلاني (4 أبريل 1948-21 يونيو 2022)، واسمه الحقيقي إبراهيم عبد الجبار الزنط هو كاتبٌ وروائيٌ فلسطيني. كان رئيسًا لاتحاد الكتاب الفلسطينيين في الفترة ما بين 1987 حتى 2005 م، كما شارك في موسوعة الأدب الفلسطيني الحديث الصادرة عن مشروع بروتا.

## حياته
وُلد إبراهيم عبد الجبار الزنط في مجدل عسقلان بتاريخ 4 نيسان (أبريل) 1948 م، وكان والده يعمل تاجرًا للحبوب والمواد التموينية. هجّرت عائلته خلال نكبة 1948 إلى مخيم الشاطئ بمدينة غزة. تلقى تعليمه الابتدائي في مدرسة هاشم بن عبد مناف (الهاشمية) وكان الشاعر حنا فرح مديراً لها بذلك الوقت، كما درس الإعدادية في مدرسة غزة الجديدة للاجئين بمخيم الشاطئ، وأنهئ دراسته الثانوية من مدرسة فلسطين عام 1965 م. أكمل دراسته الجامعية بكلية الزراعة في جامعة أسيوط، ثم انتقل إلى جامعة الإسكندرية، حيث نال درجة البكالوريوس في الاقتصاد الزراعي عام 1969 م. رفض الاحتلال الإسرائيلي عودة إبراهيم إلى قطاع غزة بعد نكسة 1967، فسافر إلى الأردن وانخرط في صفوف حركة فتح عام 1970 م، وانتقل بعدها إلى سوريا، حيث عمل في مؤسسة استثمار حوض الفرات شمال سوريا.
عاد بعدها إلى قطاع غزة، وذلك عبر طلب لم شمل الأسرة، وعند عودته عمل مدرسًا لطلبة الثانوية العامة في الفترة ما بين 1974 حتى 1994 م. حصل على دبلوم الدراسات العليا من معهد البحوث والدراسات الإسلامية بالقاهرة عام 1983 م.
عمل مديرًا للإبداع الأدبي، بعد توقيع اتفاقية أوسلو وقيام السلطة الوطنية الفلسطينية، في وزارة الثقافة الفلسطينية، كما كان الناطق الإعلامي لمعرض فلسطين الدولي للكتاب، ومديرًا لدائرة الإعلام الثقافي، ومشاركًا في العديد من النشاطات الثقافية في فلسطين وخارجها، ومثَّل فلسطين في موسم ربيع الثقافة الفلسطينية في باريس عام 1997 م. شارك أيضًا في سلسلةٍ من الأعمال التطوعية منذ عام 1976 م، والتي كانت تنظمها جمعية الهلال الأحمر الفلسطيني مع العديد من البلديات والجامعات في الضفة الغربية وأراضي عام 1948. كان أيضًا رئيسًا لاتحاد الكتاب الفلسطينيين في الفترة ما بين 1987 حتى 2005 م.
شارك إبراهيم بقصصٍ قصيرةٍ في أكثر من مجموعةٍ مشتركة باللغة العربية والإنجليزية والفرنسية والإسبانية، وكذلك في موسوعة الأدب الفلسطيني الحديث في الولايات المتحدة باللغتين العربية والإنجليزية، الصادرة عن مشروع بروتا، والتي تشرف عليها الدكتورة سلمى الخضراء الجيوسي.
حاز على جائزة القصة القصيرة من جامعة بيت لحم عام 1977 م، وجائزة القصة القصيرة من اتحاد الكتاب الفلسطينيين. كما قلده الرئيس محمود عباس وسام الثقافة والعلوم والفنون الفلسطيني من درجة «الابتكار» عام 2016 م.
يُذكر أيضًا، بأنه اختار اسمه الأدبي غريب عسقلاني؛ لأنه ولد في مدينة عسقلان لذا فهو عسقلاني، وهو غريبٌ لأنه هجر مع أسرته أثناء النكبة.

## مؤلفاته
صدر له عددٌ من الروايات، منها:
- «رواية الطوق»
- «زمن الانتباه» عام 1996 م.
- «نجمة النواتي» عام 1999 م.
- «جفاف الحلق» 1999 م.
- «زمن دحموس الأغبر» عام 2001 م.
- «ليالي الأشهر القمرية» عام 2001 م.
- «عودة منصور اللداوي» عام 2002 م.
- «أزمنة بيضاء» عام 2005 م.
- «ضفاف البوح» عام 2006 م.
- «الأميرة البيضاء» عام 2007 م.
- «أولاد مزيونة» عام 2009 م.
- «هل رأيت ظل موتي» عام 2011 م.
- «المنسي» عام 2016 م.

كما صدر له عددٌ من القصص، منها:
- «الخروج عن الصمت» عام 1979 م.
- «مجموعة حكايات عن براعم الورد» عام 1991 م.
- «النورس يتجه شمالًا» عام 1996 م.
- «غزالة الموج» عام 2003 م.
- «عزف على وتر قديم» عام 2005 م.
- «مذاق النوم» عام 2010 م.

بالإضافة إلى كتابٍ يتضمن أعماله القصصية الكاملة عام 2018 م، ويتضمن «أول المرايا، ومقامات الوجد، والعزف على الوتر الثامن، وغناء لقمرٍ بعيد».

### حوله
نُشرت عددٌ من الدراسات والأبحاث حول غريب عسقلاني وأدبه، ومنها:
- «عالم غريب عسقلاني الروائي» صدر لسهام أبو العمرين عن مكتبة سمير منصور للطباعة والنشر والتوزيع عام 2018 م.[5] (ردمك 9789950043114)
- «المرأة الحب والأيديولوجيا: في تجربة «غريب عسقلاني» الإبداعية» صدر لخليل إبراهيم حسونة عن مكتبة دار الكلمة للنشر والتوزيع عام 2018 م.[6] (ردمك 9789950399105)

- «تجليات السرد في أدب غريب عسقلاني» صدر لعبد الرحيم حمدان عن مكتبة سمير منصور للطباعة والنشر والتوزيع عام 2021 م.[7] (ردمك 9789950043114)

## وفاته
تُوفي في مدينة غزة بتاريخ 21 يونيو (حزيران) 2022 ميلاديًا الموافق 22 ذي القعدة 1443 هجريًا، عن عمرٍ ناهز 74 عامًا، وذلك بعد صراعٍ مع المرض.
نعته وزارة الثقافة الفلسطينية والاتحاد العام للكتاب والأدباء الفلسطينيين، حيث جاء في بيان الأمانة العامة للاتحاد «يغيب عن المشهد الدنيوي والأدبي اليوم واحدٌ من الكبار الذين مشوا سيرة الألم والوجع الأيوبي الفلسطيني منذ أن تفتحت عنه سحابات الميلاد ليكابد اللجوء من أشهره الأولى، ويحبوا لاجئًا في براح الضيق ويتنفس التحدي مع هبهبة أمواج البحر في قطاع غزة، ولم يركن إلى مسلمات الردة وقهر الحال بل أخذ من إرادته صلابة متكررة حت أنهى دراسته على وعد وموعد بينه وبين نفسه، فحمل الوطن في ترحاله، ورحلاته، وعاش الحنين ليحمله إلى محابر التعبير، بعد أن فاضت الروح بمختزناتها وسؤاله الضخم عنه وعن أهله وشعبه الذين يعيشون خارج الوطن في قلب منفى يكبر. إبراهيم الزنط الذي غاب اسمًا صريحًا لحماية الرواية، من قمع المحتل، وسطوته، بقي في الظل ليظهر غريب عسقلاني وينتشر كالشمس التي بدت على البيداء سلطانة الوقت كله، فقليلون من يعرفون " إبراهيم الزنط" وأغلب الذين عاشوا معه يعرفونه "غريب عسقلاني" وما الأول غير الفدائي من أجل أن تمر المزيونة وتنهي نار تنورها للقبائل العائدة إلى المجدل، وما الثاني إلا الفدائي الذي تلثم بإيمانه وحق أجداده ليحفر السيرة في محار الحياة، قبل أن تنشف بحار روحه في الوجود.»